# Volksdorfer Wald

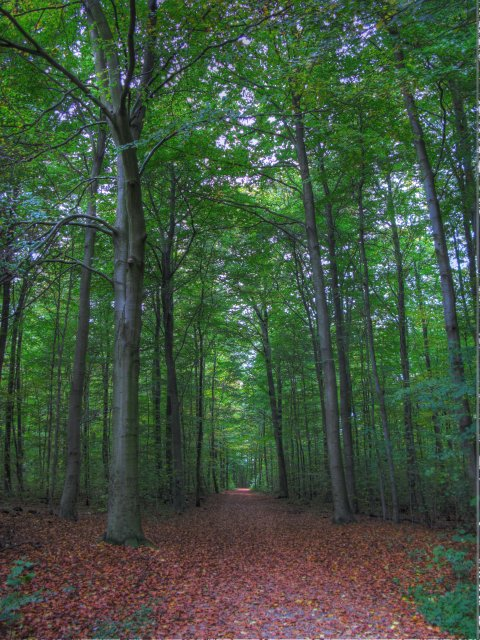
Forstweg im Volksdorfer Wald

Mellenberg 1901

Die Kleinbahn fuhr – wie hier 1907 – auch durch den Volksdorfer Wald

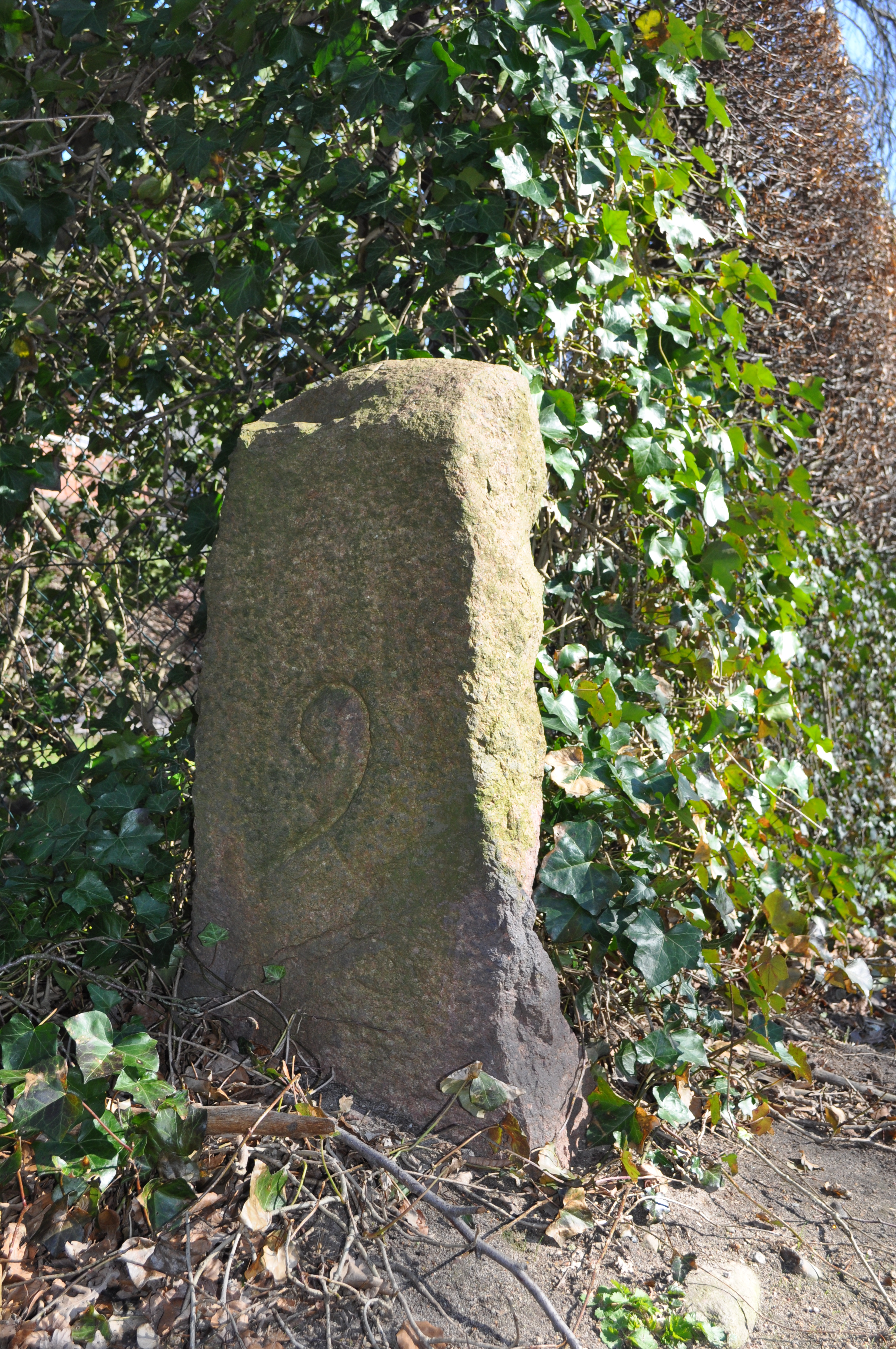
Historischer Grenzstein Volksdorf/Meiendorf im Volksdorfer Wald von vermutlich vor 1872

Der Volksdorfer Wald ist ein im Nordosten Hamburgs gelegener, zum Stadtteil Volksdorf gehörender städtischer Erholungswald.

## Geographie
Der Volksdorfer Wald ist rund 92 Hektar groß, er liegt im Stadtteil Volksdorf und grenzt im Süden an Meiendorf (Ortsteil des Stadtteils Rahlstedt). Er ist fast vollständig von Einzelhausbesiedlung umgeben. Seine dreieckige Form wird im Westen von der U-Bahn-Linie 1 mit dem U-Bahnhof Meiendorfer Weg begrenzt. Der Wald ist von vielen Wegen durchzogen. Sein östlicher Teil wird laut topographischer Karte Schießbusch genannt.
Im südwestlichen Teil beginnt der bachartige Diekkampgraben, der bei der U-Bahnbrücke am Meiendorfer Weg den Wald verlässt, der übrige, größere Teil des Waldes wird von wenigen, zumeist trockenen Gräben durchzogen. Höchster Punkt ist der 63,3 Meter hohe, am östlichen Ende gelegene, Mellenberg, die Spitze einer weichseleiszeitlichen Endmoräne. Er überragt als runder Hügel das umgebende Gelände um zwölf Meter.

## Geschichte
Der Volksdorfer Wald ist Rest eines größeren Waldgebietes, welches den Hamburger Walddörfern ihren Namen gegeben hat. Er gehört seit mehreren Jahrhunderten zu Hamburg und wurde seit dem 16. Jahrhundert von den so genannten Waldherren im Auftrag des Hamburger Senats verwaltet.

## Flora und Fauna
Es handelt sich um einen Mischwald mit vorherrschenden Buchen. Frühere Fichtenmonokulturen werden seit den 1990er-Jahren nach schweren Sturmschäden durch nachwachsenden Laubwald weitgehend ersetzt. Der Wald ist Lebensraum von Rehen, die dort keine natürlichen Feinde besitzen.

## Sonstiges
Im Wald befindet sich ein Spielplatz in wechselndem baulichen Zustand. Im Juni 2009 wurde nahe der U-Bahn-Station Meiendorfer Weg ein kommerzieller Hochseilgarten („Kletterwald Hamburg“) eröffnet. Reste eines früheren Aussichtsturmes auf dem Mellenberg sind ebenso wie die des Volksdorfer Kriegerehrenmales nicht mehr erkennbar. Gleiches gilt für einen Schießstand, der Anfang der 1940er Jahre in der westlichen Spitze des Volksdorfer Waldes bestanden hat. Erahnt werden kann der Verlauf einer elektrischen Kleinbahn, die von 1904 bis 1923 parallel zum Meiendorfer Weg den Wald kreuzte und Personen zwischen Rahlstedt und Volksdorf beförderte. Im Wald befinden sich ein Hamburger Grenzstein von 1838 sowie ein Grenzstein von vermutlich vor 1872.